# Jully Makini
Jully Makini o Jully Sipolo (Gizo, 1953) es una escritora y activista por los derechos de la mujer de las Islas Salomón autora de poemas como Civilized Girl (1981) o Praying Parents (1986)
Estudió en la Universidad del Pacífico Sur.
En 2017 recibió el Premio Internacional a las Mujeres de Coraje del secretario de Estado de los Estados Unidos.